# Litostrov
Litostrov là một làng thuộc huyện Brno-venkov, vùng Jihomoravský, Cộng hòa Séc.